# Saint-Jean-aux-Bois, Oise
Saint-Jean-aux-Bois là một xã ở tỉnh Oise Hauts-de-France phía bắc Pháp. Xã Saint-Jean-aux-Bois, Oise nằm ở khu vực có độ cao trung bình 71 mét trên mực nước biển.